# 大陸法
大陸法（たいりくほう、英: civil law）とは、英米法（コモン・ロー、英: common law）からみた場合の西ヨーロッパ大陸で発展・採用された法系をいう。直訳すると市民法。

## 概説
大陸法ないし大陸法系は西ヨーロッパで発展し、ヨーロッパ大陸諸国で広く採用されるに至った法系である。日本も明治維新の際に採用し、東アジア諸国にも広まった。

## 歴史
大陸法の起源はローマ法にある。ローマ法はもともとローマ市民にのみ適用される「市民法」（Ius Civile、ユス・キウィレ）であったが、ローマ帝国の発展・拡大に伴い、ローマ市民と外国人、外国人同士の取引に適用される「万民法」(Ius Gentium、ユス・ゲンティウム)を生み出した。ローマ法においては市民としての一個人が個人として尊重され、個人の意思から出発し、法主体間の平等を基本とする私法を中心とした法体系が発達したのである。
西ローマ帝国滅亡後の西ヨーロッパではゲルマン民族が元来有していたゲルマン法が適用されるようになったが、東ローマ帝国では従前のとおりローマ法が適用され続けた。
もっとも、西ヨーロッパでも南フランスなど一部の地域ではゲルマン法と混交したローマ法である卑俗法が適用されていたが、両法の混交の濃淡の程度は法域により異なっていた。
やがて、西ヨーロッパではローマ法と共に古代ローマの文化遺産は忘れ去られ、神判や決闘による裁判が主流の時代が続いたが、6世紀に東ローマ帝国のユスティニアヌス帝が編纂した市民法大全の「学説彙纂」(がくせついさん)の写本、いわゆる「フィレンツェ写本」がイタリアにおいて再発見されたことを端緒に、ボローニャ大学でローマ法の研究が始まり発展するとヨーロッパ全土から留学生が集まり、そして、大陸諸国で大学（universitas、ウニウェルシタス）が次々と設置されて研究されるようになった。当時の大学はローマ・カトリック教会とは切っても切り離せぬ関係にあり、ローマ法の研究成果は教会法の発展をうながし、ローマ皇帝のもった立法権がローマ教皇の立法権を理論付けることに成功したのである。このころの著名な法学者としては、スコラ哲学の演繹法を使って法を体系化することにより、実用性に難点の多かったアックルシウスの註釈学派に替えて後期註釈学派を発展させたバルトールス・デ・サクソフェラート（1313年 - 1357年）がいる。
中世末には、ローマ・カトリックの教会法であるカノン法はカトリック信者であれば適用される普遍性を有する「一般法」（jus commune、ユース・コムーネ）の概念を成立させ発展させた。このようにして、西ヨーロッパ大陸ではローマ・カトリックの権威を背景にローマ法が広く受け入れられるに至ったのである。そのうちでも、最もローマ法に忠実なのはドイツであるといわれている。

### 近世の大陸法
近代大陸法の重要な提唱者には、ドイツのアルトゥジウスが挙げられる。その理論は、カルヴァン主義の契約神学に立脚した自然法論であり、君主による専制支配については抵抗権、当時のドイツの身分制議会を背景とした間接民主主義（代表制議会）、また、君主の持つ主権を国民全体に帰属させる国民主権・連邦主義を認めた。社会契約、自然法を中心とした社会の構成を唱えた点は、予定説に疑問を呈したオランダのグローティウスの理論とも共通しており、王権や絶対主義を掲げるフランスのボダン（1530年 - 1596年）とは対立した。
こうした間接民主主義による立法制度の誕生に対し、17世紀には住民発案や国民投票などを重視するスイスのような国も生まれ、ルソーなどの提唱により、古代ローマ共和国に始まる直接民主主義による立法・行政制度も広まることとなった。
ドイツの間接民主主義理論の流れは、ティボーやサヴィニー、神権政治に疑問を呈し政党政治を提唱したブルンチュリなどに引き継がれた。
日本国憲法には、国民投票（直接民主主義）を認めた項も含まれている。民法の分野では江藤新平やフランスのボアソナードの提唱によりフランス法に基づいた民法が公布されたことがあるが、穂積陳重らと対立し、施行されないまま廃止された。

## 大陸法と英米法の違い
- 大陸法系は英米法系と異なり、ローマ法・カノン法の継受による法の断絶を経験している。
- 大陸法系は成文法を法体系の中心におく。英米法系は判例法を法体系の中心におく。
- 大陸法系は公法中心の体系をとっている。英米法系は私法を中心に発展した体系をとっている。
- 大陸法系は個人の意思から出発する実体法を中心とした理論的な体系をとっており、抽象的な概念を用いる。英米法系は訴訟中心主義をとっている。
- 大陸法系は法治主義がとられるようになった。英米法系は法の支配をとっている。
- 大陸法系は参審制がとられるようになった。英米法系は陪審制をとっている
- 大陸法系は職業裁判官によるキャリアシステムをとっている（キャリア裁判官）。英米法系は法曹一元制をとっている。
- 大陸法系は、英米法系におけるコモン・ローとエクイティのような分化構造をとらない。
- 大陸法系は違憲審査に消極的である。英米法系では司法による違憲審査が通常である。

## 法域

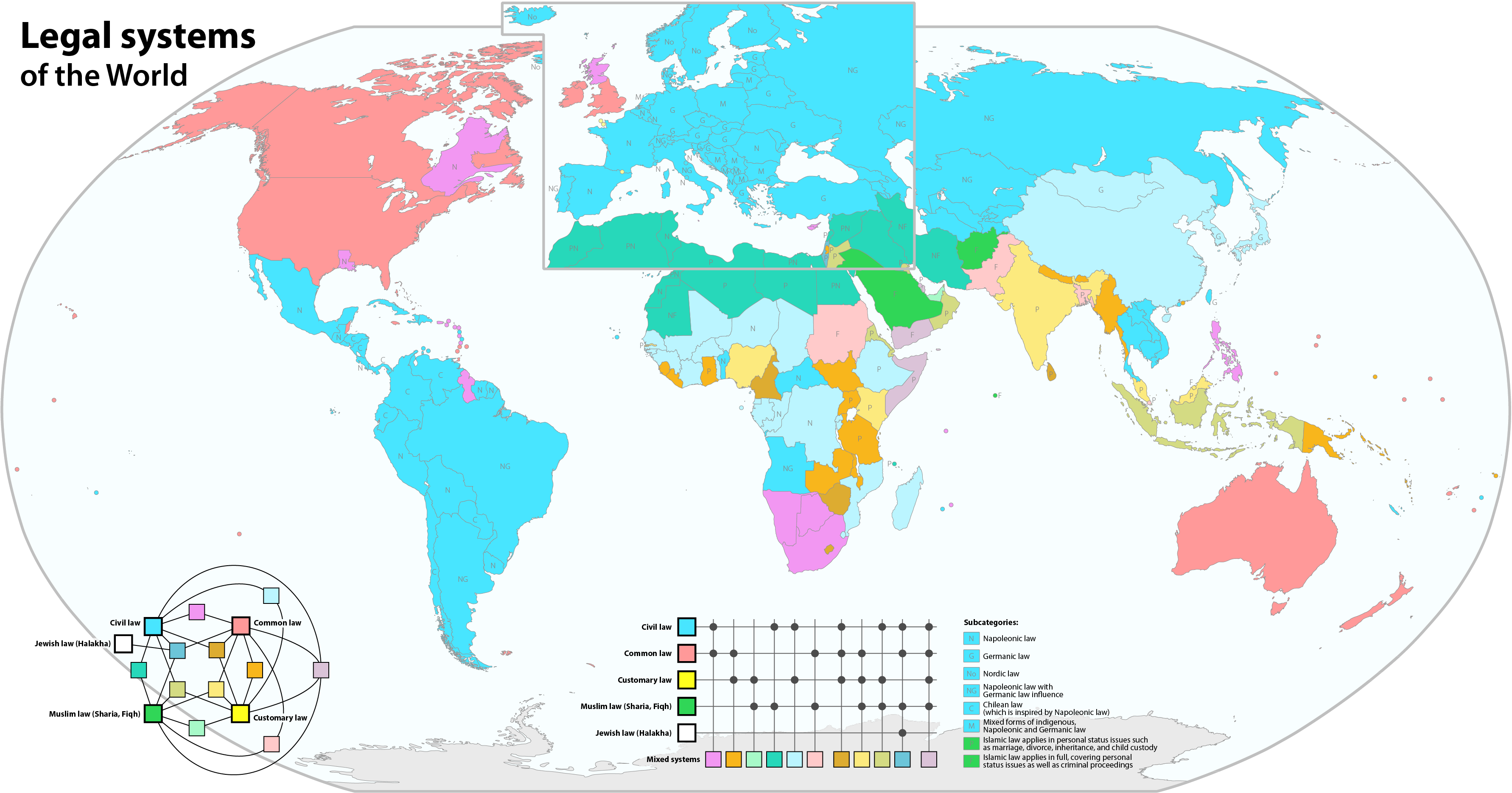
世界各国の法体系。大陸法は水色系、英米法は桃色系の色で塗られている。

フランス法の影響の強い法域
フランス、ベネルクス三国、イタリア、スペイン、ポルトガル、マカオ、ラテンアメリカ諸国（イベロアメリカ法）、スコットランド、南アフリカ共和国、ルイジアナ州、ケベック州（最後の4つは英米法の影響も強い）
ドイツ法の影響の強い法域
ドイツ、オーストリア、スイス、ギリシャ、トルコ、日本、大韓民国、中華民国（日本法や日本法から影響を受けた東アジアの法はフランス法や英米法の影響も強い）
スカンディナビア法を採用する法域（大陸法に含めないこともある）
デンマーク、スウェーデン、ノルウェー、フィンランド、アイスランド
社会主義法を採用する法域（大陸法の影響が強いが、大陸法に含めないこともある）
ソビエト連邦、中華人民共和国
また、アメリカ合衆国のカリフォルニア州やテキサス州も英米法系ではあるものの、大陸法の影響を残す。